# Liste der denkmalgeschützten Objekte in Puclice
Grundlage dieser Liste der denkmalgeschützten Objekte in Puclice ist die ÚSKP-Liste (Ústřední seznam kulturních památek České republiky, deutsch Zentrale Liste der Kulturdenkmäler der Tschechischen Republik), die von der tschechischen Denkmalschutzbehörde NPÚ (Národní památkový ústav, deutsch Nationale Denkmalbehörde) seit 1987 geführt wird und an die seit dem Jahr 1850 geschaffenen Listen anschließt.

## Denkmalgeschützte Objekte nach Ortsteilen

### Puclice
| Lage                                                                 | Objekt        | Beschreibung              | ÚSKP-Nr.                  | Bild  |
| -------------------------------------------------------------------- | ------------- | ------------------------- | ------------------------- | ----- |
| Puclice 1 (Standort)                                                 | Feste         | erbaut im 15. Jahrhundert | 32569/4-2193 Info Katalog | Feste |
| Puclice 2 (Standort)                                                 | Bauernhof     |                           | 21618/4-4214 Info Katalog | BW    |
| Puclice, am Dorfteich (Standort)                                     | Marienkapelle |                           | 22315/4-2194 Info Katalog | BW    |
| Puclice, am Feldweg zum Strachotiner Wald, nördlich der Ortschaft () | Nepomuksäule  |                           | 101976 Info Katalog       |       |

### Malý Malahov
| Lage                               | Objekt | Beschreibung | ÚSKP-Nr.                  | Bild |
| ---------------------------------- | ------ | ------------ | ------------------------- | ---- |
| Malý Malahov, an der Landstraße () | Kreuz  |              | 25285/4-2195 Info Katalog |      |